# A Tragedy of Two Ambitions
A Tragedy of Two Ambitions is een kort verhaal van de Engelse schrijver Thomas Hardy. Het werd voor het eerst gepubliceerd in het blad The Universal Review in december 1888, voorzien van zes illustraties van George Lambert. Vervolgens werd het opgenomen in de verhalenbundel Life's Little Ironies, die werd uitgebracht in 1894.
De titel verwijst naar de ambitie van twee snobistische jonge mannen, wier doel het is carrière te maken in de kerk. Het gaat hen echter, bij de een nog meer dan bij de ander, niet zozeer om dienstbaarheid of verbreiding van het geloof, maar vooral om sociale status en geldelijk gewin. Dit was een veelvoorkomende praktijk waar de kerk nauwelijks tegen optrad, wat een doorn was in Hardy's oog, die toch al niet zo veel ophad met dit soort kerkelijke praktijken. De 'social risers' zien hun ambities echter gedwarsboomd door hun alcoholistische vader, die hun erfenis verbrast in de kroeg. Deze erfenis, naarstig bijeengespaard door hun nu overleden moeder, bestond uit 900 pond, wat naar haar berekeningen voldoende was om haar zoons een universitaire opleiding te laten volgen. Gefrustreerd door dit feit maar ongebroken in hun voornemens, kiezen zij een alternatieve route om hun doel te bereiken. Deze route behelst een opleiding tot 'national schoolmaster' bij de National Society for Promoting Religious Education of the Poor om daarna toetreding te krijgen tot een theologische opleiding waar zij een preekbevoegdheid kunnen verwerven.
De kille en nietsontziende ambitie van de jongens contrasteert hevig met de destructieve, maar levenslustige en zorgeloze levenshouding van hun vader. Het is deze tegenstelling in karakters en opvattingen die leidt tot de in de titel genoemde en op klassieke wijze onafwendbare tragedie.

## Het verhaal
Terwijl buiten de geluiden hoorbaar zijn van spelende kinderen zijn de gebroeders Joshua en Cornelius Halborough onverstoorbaar bezig met hun bestudering van Latijnse en Griekse teksten. Ook hun zusje Rosa kan hen niet van hun werk afleiden. Hun dronken vader, die molenmaker is maar zijn bedrijf langzaam ziet verlopen, wordt bij zijn thuiskomst in de schuur opgeborgen om zijn roes uit te slapen en hem aan het oog van hun zusje en de buren te onttrekken. Korte tijd later verlaten zij hun dorp, maar niet voordat zij voor hun zusje uit eigen schamele middelen een goede opleiding regelen.
Het verhaal maakt een sprong naar het punt waar de oudste, Josh, zijn doel gedeeltelijk heeft bereikt en met steun van de bisschop wordt klaargestoomd voor zijn bevestiging in het ambt. Hij bezoekt zijn broer, die nog schoolmeester is, om de stand van zaken te bespreken. Joshua heeft voor Rosa inmiddels een tweejaarlijkse opleiding geregeld in Brussel, waarvoor hij een lening heeft moeten afsluiten. Cornelius vertelt dat hun vader bij hem langs is geweest om geld en dat hij dat ook wel bij Joshua zal doen. Op een dag arriveert de vader tot zijn ontsteltenis inderdaad op het college waar hij studeert, met aan zijn arm een stevige zigeunervrouw, met wie hij zegt getrouwd te zijn. Joshua poeiert hem af, maar is zo diep beschaamd dat hij zijn broer voorstelt voldoende geld bijeen te brengen om het paar naar Canada te laten afreizen.
De dag breekt aan dat Joshua zijn intrede doet als hulppredikant in de gemeente Narrobourne, in Hardy's fictieve graafschap Wessex de aanduiding voor het in South Somerset gelegen West Coker. De eerste dienst die hij leidt maakt grote indruk op de toehoorders, die door de saaie preken van de oude dominee in de loop van de jaren in slaap leken gesukkeld. Ook de plaatselijke landheer laat zijn waardering blijken. Mr. Fellmer is onlangs weduwnaar geworden en bewoont het landhuis met zijn kleine dochter en zijn moeder. Zij nodigen Joshua uit voor het diner. Zijn zus Rosa is pas teruggekeerd uit Brussel, waar zij haar opleiding heeft voltooid; zij heeft zich daarnaast ontwikkeld tot een schoonheid. Ook zij wordt uitgenodigd en maakt op haar beurt indruk op de landheer, die uit zijn lusteloosheid lijkt te ontwaken. Opgetogen schrijft Joshua aan zijn broer over zijn succes en ontvangt van Cornelius de felicitaties, maar ook het bericht dat hun vader het niet naar zijn zin heeft in Canada, dat diens vrouw hem heeft verlaten en dat hij overweegt terug te keren naar Engeland. Donkere wolken pakken zich samen.
Enige tijd verstrijkt en het loopt tegen Kerstmis. Fellmer heeft zich in het hoofd gehaald Rosa ten huwelijk te vragen. Zij en hun broer Cornelius brengen Joshua een bezoek voor een genoeglijke familiebijeenkomst. Joshua gaat zijn broer tegemoet en deze toont hem een krantenbericht over een man die is vastgezet vanwege onbehoorlijk gedrag op straat en het ingooien van ruiten. Het blijkt, zoals Cornelius zelf heeft waargenomen, om hun vader te gaan, die daadwerkelijk is teruggekeerd en op straat luidkeels te kennen heeft gegeven dat hij de trouwerij van zijn dochter gaat bijwonen. De daaropvolgende dagen verlopen echter in gepaste vrolijkheid en Fellmer heeft besloten een huwelijksaanzoek te doen. Op de dag waarop hun vader zal worden vrijgelaten lopen de broers hem tegemoet, om te proberen te voorkomen dat hij hun zaak in het honderd zal laten lopen. Na enig misverstand komen zij hem op het spoor, dronken zoals gewoonlijk. Zij proberen hem te bepraten, maar hij laat zich niet overhalen en wil per se bij het huwelijk zijn en zich inpassen in de familie. Hij strompelt verder en raakt te water, waar hij op eigen kracht niet uit kan komen. De situatie stelt de broers voor een groot dilemma: redden zij hun vader of laten ze hem verdrinken zodat ze van hem af zijn? Hun vertwijfeling is groot en zij staan als aan de grond genageld. Zij aarzelen echter te lang en als zij dan toch de helpende hand willen bieden, is het lichaam van hun vader nergens meer te bekennen. Zij besluiten te zwijgen over het incident. Josh vindt nog wel zijn vaders wandelstok, die hij wegsteekt tussen de struiken.
Zes maanden verstrijken. Rosa is met Fellmer getrouwd en Cornelius heeft ook een betrekking als predikant gevonden. Als in juni echter de landarbeiders bezig zijn de watergangen schoon te maken treffen zij een lichaam aan in het water, dat echter al zo ver is vergaan en aangevreten dat de man volkomen onherkenbaar is. Als zodanig wordt hij ook begraven, macaber genoeg onder leiding van Joshua. In het vervolg slaat opnieuw de twijfel toe over wat te doen. Hun daad opbiechten of verzwijgen? Zij besluiten tot het laatste, maar hun geweten speelt op en ook de nu vervulde ambities lijken minder waardevol dan ze verwacht hadden. Cornelius stelt dat hij eraan gedacht heeft zichzelf ook maar te verdrinken en Joshua heeft met dezelfde gedachte gespeeld. 'Misschien doen we dat op een dag ook wel', verzucht de een. 'Misschien', zegt ook de ander. Terneergeslagen keren ze huiswaarts.